# Videografia dei Pooh
Dei Pooh esiste numeroso materiale ufficiale: dagli home video di concerti ai videoclip, inizialmente accolti tiepidamente dalla band ma in seguito prodotti in gran numero.
Sono inoltre numerosi i video non ufficiali, frutto di registrazioni amatoriali, di esecuzione di live inediti o cover di brani famosi, proposti dai Pooh in veste di ospiti di trasmissioni televisive.

## Home video
- 1983 - L'anno del tropico (CD/Videosuono VHS 71001) (vhs)
- 1984 - Aloha-video (CD/Videosuono VHS 071004) (vhs-laserdisc)
- 1985 - Asia non Asia-video (CD/Videosuono VHS 71011) (vhs)
- 1987 - Il colore dei pensieri-Tour '87 (CGD/Videosuono 017012) (vhs)
- 1988 - Oasi-Palatrussardi Mi (CGD/Videosuono VHS 071015) (vhs)
- 1990 - Pooh-In concerto (Warner music video 9031 73326 3) (vhs)
- 1991 - 25... La nostra storia-In teatro (Vivivideo GRVT  000145) (2 vhs)
- 1995 - Un anno di Pooh (Warner music visions 0630 13110 3) (vhs)
- 1999 - Un posto felice-Piazza Grande AR (Carnee Music VIsions 8573 80846 3) (vhs)
- 2001 - Cento di queste vite - ClipBook (Tamata 2001) (vhs)
- 2003 - Aloha-i video (One movie OM 001) (DVD)
- 2004 - Ascolta-Live tour 2004 (Warner music video 505467612921) (2 DVD)
- 2005 - Pinocchio - Il grande musical (Espresso) (DVD)
- 2006 - Noi con voi (Pooh live 2006) (Atlantic Records 505101182120) (DVD)
- 2007 - Pooh live 2006 (Noi con voi Versione integrale) (Atlantic Records 5051442000726) (2 DVD)
- 2009 - Pinocchio - Il grande musical (Mondadori editore MU 09 01)
- 2010 - Ancora una notte insieme - L'ultimo concerto (Tamata 8033954531186) (2 DVD)
- 2011 - Dove comincia il sole - LIVE (Trio 8055118730037) (2 DVD)
- 2011 - Pinocchio - Il grande musical (Hooby & work FMU.D.001)
- 2011 - Aladin (Hobby & work FMU.D.003)
- 2012 - Pooh Legend (Artist first 8033954531629) (4 DVD)
- 2013 - In concerto - Piazza del Duomo, Milano 1990 (Corriere della Sera 2039 568X 3001)
- 2013 - Ancora una notte insieme – Milano 2009 (Corriere della Sera 2039 568X 3002) (2 DVD)
- 2013 - 25 la nostra storia – Cremona 1991 (Corriere della Sera 2039 568X 3003)
- 2013 - Ascolta – Civitavecchia 2004 (Corriere della Sera 2039 568X 3004)
- 2013 - Oasi – Milano 1988 (Corriere della Sera 2039 568X 3005)
- 2013 - Noi con voi – Padova 2006 (Corriere della Sera 2039 568X 3006)
- 2013 - Il colore dei pensieri – tour 1987 (Corriere della Sera 2039 568X 3007)
- 2013 - Un posto felice – live 1999 (Corriere della Sera 2039 568X 3008)
- 2013 - Tour estate 1991 – Pisa (Corriere della Sera 2039 568X 3009)
- 2013 - Un anno insieme – 1994 (Corriere della Sera 2039 568X 3010)
- 2013 - Viva, 1979 (Corriere della Sera 2039 568X 3011)
- 2013 - L'anno del tropico, 1983 (Corriere della Sera 2039 568X 3012)
- 2013 - Aloha, 1984 (Corriere della Sera 2039 568X 3013)
- 2013 - Asia non Asia, 1985 (Corriere della Sera 2039 568X 3014)
- 2013 - Un po' del nostro tempo migliore, 1975 - Stop... prova generale, 1981 (Corriere della Sera 2039 568X 3015)
- 2013 - Inediti e rarità (Corriere della Sera 2039 568X 3016)
- 2013 - Videoclip (Corriere della Sera 2039 568X 3017)
- 2013 - Dove comincia il sole (Corriere della Sera 2039 568X 3018)
- 2013 - Pinocchio (Corriere della Sera 2039 568X 3019)
- 2013 - Aladin (Corriere della Sera 2039 568X 3020)

## Videoclip
- 1971 - Tanta voglia di lei
- 1971 - Pensiero (R. Fogli)
- 1972 - Cosa si può dire di te
- 1975 - Fantasia
- 1975 - Orient Express
- 1975 - Alessandra
- 1975 - Parsifal
- 1975 - Eleonora mia madre
- 1975 - Per te qualcosa ancora
- 1975 - Pensiero (R. Canzian)
- 1976 - Cara bellissima
- 1977 - Dammi solo un minuto
- 1978 - Pronto, buongiorno, è la sveglia
- 1978 - Cercami
- 1979 - Io sono vivo
- 1979 - Notte a sorpresa
- 1980 - Canterò per te
- 1980 - Caro me stesso mio
- 1980 - Inca
- 1980 - Vienna
- 1980 - Ali per guardare, occhi per volare
- 1980 - Aria di mezzanotte
- 1981 - Chi fermerà la musica
- 1981 - Buona fortuna
- 1981 - Banda nel vento
- 1982 - Non siamo in pericolo
- 1982 - Anni senza fiato
- 1983 - Lettera da Berlino Est
- 1983 - Cara sconosciuta
- 1983 - Cosa dici di me
- 1983 - Lettera da Berlino Est
- 1983 - Passaporto per le stelle
- 1983 - Mezzanotte per te
- 1983 - E' vero
- 1983 - Grandi speranze
- 1983 - Tropico del Nord
- 1983 - Colazione a New York
- 1984 - La mia donna
- 1984 - Ragazzi del mondo
- 1984 - Selvaggio
- 1984 - Io vicino io lontano
- 1984 - Stella del Sud
- 1984 - Come saremo
- 1984 - Il giorno prima
- 1985 - Se nasco un'altra volta
- 1985 - Per chi merita di più
- 1985 - Per noi che partiamo
- 1985 - Un posto come te
- 1985 - Ragazza occidentale
- 1985 - Asia non Asia
- 1986 - Giorni infiniti
- 1987 - Santa Lucia
- 1989 - Concerto per un'oasi
- 1990 - Uomini soli
- 1990 - Napoli per noi
- 1990 - Piccola Katy - New edition
- 1990 - Donne italiane
- 1992 - Il cielo è blu sopra le nuvole
- 1992 - Balliamo balliamo
- 1992 - In Italia si può
- 1993 - Maria marea
- 1994 - Le canzoni di domani
- 1994 - Senza musica e senza parole
- 1994 - Tu dove sei
- 1994 - A cent'anni non si sbaglia più
- 1994 - E non serve che sia Natale
- 1995 - Buonanotte ai suonatori
- 1996 - Amici per sempre
- 1996 - La donna del mio amico
- 1996 - Cercando di te
- 1996 - Innamorati sempre innamorati mai
- 1996 - C'è bisogno di un piccolo aiuto
- 1997 - Brava la vita
- 1999 - Se balla da sola
- 2000 - Stai con me
- 2000 - Non dimenticarti di me
- 2001 - I respiri del mondo
- 2001 - Un grande amore
- 2001 - Padre a vent'anni
- 2001 - Io ti vorrei di più
- 2001 - Portami via
- 2004 - Capita quando capita
- 2005 - La grande festa
- 2006 - Cuore azzurro
- 2008 - La casa del sole
- 2009 - Ancora una notte insieme
- 2010 - Dove comincia il sole
- 2015 - Pensiero - 2015
- 2016 - Noi due nel mondo e nell'anima - 2016
- 2016 - Chi fermerà la musica - 2016
- 2016 - Ancora una canzone - 2016
- 2016 - Piccola Katy - 2016
- 2016 - Pierre - 2016
- 2023 - Amici X sempre - 2023